# Narodni park Ifrane
Narodni park Ifrane je narodni park v gorovju Srednjega Atlasa v Maroku. Njegovo ozemlje se razprostira na zahodnem delu gora in območjih znotraj provinc Ifrane in Boulmane. Je eden redkih preostalih habitatov berberskega makaka (Macaca sylvanus); prvak, ki je imel v prazgodovini precej širše območje razširjenosti v Severni Afriki, trenutno živi kot ogrožena vrsta v ozko omejenih in razdrobljenih habitatih.

## Zgodovina
Narodni park Ifrane je bil zasnovan leta 1994 in ustanovljen oktobra 2004 za zaščito pomembnih vrst in ekosistemov ter zaradi povečane človeške dejavnosti in izkoriščanja virov. Maroko že od 1990-ih sodeluje pri oblikovanju strategij za pomoč varovanju okolja in biotske raznovrstnosti s projekti in konvencijami, kot je Ramsarska. Narodni park Ifrane je eden od načinov, s katerimi se je maroška država domislila, da bi pokazala pomen svojih gozdov in ekosistemov.
Park je sprva pokrival površino 53.800 ha, nato pa je bil aprila 2008 razširjen, da bi zajel nekatera najbolj ekološko občutljiva območja, kot so mokrišča in visokogorski gozdovi.
Leta 2021 so ob praznovanju svetovnega dneva biotske raznovrstnosti v park znova naselili več arruijev (berberskih ovc - Ammotragus lervia) in čobastih ježevcev (Hystrix cristata).

## Geografija
Park pokriva površino 125.000 hektarjev. Velik del je poraščen z atlaško cedro (Cedrus atlantica). Nadmorska višina se giblje med 1300 in 2400 metri, vključno s cedrovim gozdom v provinci Ifrane. Park vsebuje eno desetino atlaške cedre na svetu, eno četrtino svetovne populacije berberskega makaka in dve ramsarski območji: dve jezeri Afennourir in Tifounassine. V parku je tudi nekdanji benediktinski samostan Toumliline.

### Podnebje
Narodni park Ifrane, ki leži v gorovju Atlas in je pod vplivom hladnega severnoatlantskega toka, ima celinsko toplo poletno sredozemsko podnebje (Csb) s kratkimi, nekoliko suhimi, toplimi poletji in dolgimi, hladnimi in vlažnimi zimami. Pozimi so lahko noči hudo mrzle. Najvišje zimske temperature med decembrom in februarjem redko presežejo 10 °C.
Zaradi svoje nadmorske višine je na tem območju v zimskih mesecih sneg, poleti pa hladnejše podnebje (ne tako vroče kot v bližnjih regijah).
Zaradi nadmorske višine območja in bližine severnega Atlantskega oceana so padavine zelo obilne, kadar koli frontalni sistemi prizadenejo regijo. Vzorci padavin sledijo klasičnemu sredozemskemu razponu, od oktobra do aprila. Park prejme tudi veliko snega, ki se začne že oktobra in traja dolgo v pomladno sezono. Povprečna letna temperatura ne presega 11 °C.
Mesto Ifrane ima rekord z najnižjo temperaturo, ki so jo kdaj koli izmerili v Afriki: 11. februarja 1935 -23,9 °C.

## Rastlinstvo in živalstvo
Na območju je 1015 različnih rastlinskih vrst, vključno z atlaško cedro (Cedrus Atlantica), zimzelenim hrastom (Quercus Ilex), alžirskim hrastom (Quercus Canariensis), borom (Pinus Pinaster) in španskim brinom (Juniperus Thunifera). Druge drevesne vrste, ki obstajajo v parku, so montpellijski javor, tisa in bodika.
- Cedrus atlantica v parku
- Quercus canariensis

Park ima bogat živalski svet. Predstavlja naravno življenjsko okolje za barberske makake. Poleg tega lahko v parku najdemo barberske divje prašiče, afriške volkove, progaste hijene, barberske jelene, barberske ovce (arruis), navadne lisice, servale, karakale, vidro, zajce Oryctolagus cuniculus, ježevca Hystrix cristata, zajca Lepus capensis, severnoafriško ženeto (Genetta genetta) in morda berberskega leoparda.
BirdLife International je park razglasil za pomembno območje za ptice (IBA), ker podpira znatne populacije jafriške kotorne (Alectoris barbara), atlaške žolne (Picus vaillantii), Curruca iberiae in Curruca melanocephala, škorce Sturnus unicolor, maroškega pogorelčka (Phoenicurus moussieri) ter Oenanthe hispanica in Oenanthe leucura. Jezero Afennourir je ramsarsko območje z zavetiščem za opazovanje ptic.
- želva Mauremys leprosa
- Berberski makak (Macaca sylvanus)